# Lemma von König
Das Lemma von König oder Königs Unendlichkeitslemma (englisch König’s infinity lemma) ist ein mathematischer Lehrsatz, welcher sowohl dem Gebiet der Ramseytheorie als auch dem der Graphentheorie zuzurechnen ist. Das Lemma geht auf den ungarischen Mathematiker Dénes Kőnig und dessen klassische Monographie Theorie der endlichen und unendlichen Graphen von 1936 zurück. Es spielt nicht zuletzt in der Berechenbarkeitstheorie eine wichtige Rolle und wurde daher auch in der Mathematischen Logik erforscht.

## Aussage des Lemmas
Sei {\displaystyle G} ein zusammenhängender Graph mit unendlich vielen Knoten, so dass jeder Knoten endlichen Grad hat, also nur zu endlich vielen anderen Knoten benachbart ist. Von einem beliebigen Startknoten ausgehend gibt es dann stets einen unendlich langen Pfad in {\displaystyle G}, auf welchem jeder Knoten höchstens einmal besucht wird.
Ein gebräuchlicher Spezialfall ist, dass jeder Baum bestehend aus unendlich vielen Knoten endlichen Grades einen unendlichen Pfad besitzt.
Zu beachten ist, dass der Knotengrad endlich, allerdings nicht beschränkt sein muss. Es ist möglich, einen Knoten mit Grad 10, einen mit Grad 100, den dritten mit Grad 1000 usw. zu haben.

### Beweis
Angenommen, der Graph sei zusammenhängend und besitze unendlich viele Knoten {\displaystyle v_{i}}.
Angefangen mit einem beliebigen Knoten {\displaystyle v_{1}}, kann jeder Knoten von {\displaystyle G} vom Knoten {\displaystyle v_{1}} aus durch einen Pfad erreicht werden. Ein solcher Pfad muss an einem der endlich vielen zu {\displaystyle v_{1}} adjazenten Knoten beginnen. Es muss einen der adjazenten Knoten geben, durch den unendlich viele Knoten erreicht werden können. Gäbe es keinen solchen Knoten, dann wäre der gesamte Graph eine Vereinigung von endlich vielen endlichen Knotenmengen und stände daher im Widerspruch zur Annahme des unendlichen Graphen.
Sei {\displaystyle v_{2}} einer dieser Knoten. Damit können unendlich viele Knoten aus {\displaystyle G} von {\displaystyle v_{2}} aus durch einen Pfad erreicht werden, der nicht {\displaystyle v_{1}} enthält. Jeder solche Pfad muss an einem der endlich vielen zu {\displaystyle v_{2}} adjazenten Knoten beginnen. Ein ähnliches Argument wie oben zeigt uns, dass es einen adjazenten Knoten geben muss, durch den unendlich viele Knoten erreicht werden können; dieser sei {\displaystyle v_{3}}.
Auf diese Art und Weise kann induktiv ein unendlicher Pfad konstruiert werden. Bei jedem Schritt besagt die Induktionsvoraussetzung, dass es unendlich viele Knoten gibt, die mittels eines Pfades von {\displaystyle v_{i}} aus erreicht werden können, wobei dieser Pfad eine endliche Menge von Knoten nicht enthalten darf. Der Induktionsschritt wird mit dem Argument vollzogen, dass einer der zu {\displaystyle v_{i}} adjazenten Knoten die Induktionsvoraussetzung erfüllt, selbst wenn {\displaystyle v_{i}} zu jener endlichen Menge gehört.
Dieser Beweis gilt als nicht–konstruktiv, weil bei jedem Schritt ein Beweis durch Widerspruch geschieht, um zu zeigen, dass es einen adjazenten Knoten gibt, von dem aus unendlich viele andere Knoten erreicht werden können. Rechnerische Analysen deuten darauf hin, dass es keinen konstruktiven Beweis gibt.

## Berechenbarkeit
Die Berechenbarkeit des Lemmas von König wurde gründlich erforscht. Die Formulierung des Lemmas, nämlich dass jeder unendliche, endlich verzweigte Teilbaum von {\displaystyle \omega ^{<\omega }\,} einen unendlichen Pfad hat, ist für diesen Zweck sehr günstig. {\displaystyle \omega } steht hier für eine Teilmenge der Menge der natürlichen Zahlen und {\displaystyle \omega ^{<\omega }\,} für die kanonische Aufzählung der nach Zwischenergebnis sortierten endlichen Folgen von natürlichen Zahlen in {\displaystyle \omega }. Jede endliche Folge kann mittels einer partiellen Funktion von {\displaystyle \omega } in sich selbst bestimmt werden. Jeder unendliche Pfad kann mit einer totalen Funktion bestimmt werden. Daher ist die Analyse mit Hilfe der Berechenbarkeitstheorie möglich.
Ein Teilbaum von {\displaystyle \omega ^{<\omega }\,}, in dem jede Folge nur endlich viele direkte Nachfolger hat, d. h. der entsprechende Baum hat endlichen Grad an allen Knoten, heißt endlich verzweigt. Nicht jeder unendliche Teilbaum von {\displaystyle \omega ^{<\omega }\,} besitzt einen unendlichen Pfad, aber das Lemma zeigt, dass jeder endlich verzweigte Teilbaum einen unendlichen Pfad haben muss.
Für alle Teilbäume {\displaystyle T} von {\displaystyle \omega ^{<\omega }\,} bezeichnet die Notation {\displaystyle Ext(T)} die Menge an Knoten von {\displaystyle T}, durch die ein unendlicher Pfad führt. Selbst wenn {\displaystyle T} berechenbar ist, ist {\displaystyle Ext(T)} nicht zwangsläufig berechenbar. Jeder Teilbaum {\displaystyle T} von {\displaystyle \omega ^{<\omega }\,}, der einen unendlichen Pfad hat, hat auch einen unendlichen Pfad, der aus {\displaystyle Ext(T)} berechenbar ist.
Es existieren endlich verzweigte, berechenbare Teilbäume von {\displaystyle \omega ^{<\omega }\,}, die keinen arithmetischen und keinen hyperarithmetischen Pfad haben. Jeder berechenbare Teilbaum von {\displaystyle \omega ^{<\omega }\,} mit Pfad muss einen Pfad haben, der von Kleenes O, der {\displaystyle \Pi _{1}^{1}} vollständigen Menge, berechenbar ist. Das liegt daran, dass die Menge {\displaystyle Ext(T)} immer {\displaystyle \Sigma _{1}^{1}} ist und {\displaystyle T} somit berechenbar ist.
Eine genauere Analyse wurde für berechenbare beschränkte Bäume durchgeführt. Ein Teilbaum von {\displaystyle \omega ^{<\omega }\,} heißt berechenbar beschränkt oder rekursiv beschränkt, wenn es eine berechenbare Funktion {\displaystyle f} von {\displaystyle \omega } nach {\displaystyle \omega } gibt, so dass für alle {\displaystyle n} es keine Folge im Baum gibt, dessen {\displaystyle n}-tes Element größer als {\displaystyle f(n)} ist. Somit gibt {\displaystyle f} eine Schranke für die "Breite" des Baums an. Die folgenden Basissätze gelten für unendliche berechenbar beschränkte, endlich verzweigte berechenbare Teilbäume von {\displaystyle \omega ^{<\omega }\,}.
- Jeder solche Baum hat einen berechenbaren Pfad von {\displaystyle 0'}, der kanonischen und Turing-vollständigen Menge, die das Halteproblem entscheiden kann.
- Jeder solche Baum hat einen niedrigen Pfad. D. h. der Turing-Sprungoperator des Pfades hat denselben Turinggrad wie das Halteproblem.
- Jeder solche Baum hat einen Pfad, der hyperimmun frei ist. D. h. jede vom Pfad aus berechenbare Funktion wird durch eine berechenbare Funktion dominiert.
- Für alle nicht berechenbaren Teilmengen {\displaystyle X} von {\displaystyle \omega } hat der Baum einen Pfad, der {\displaystyle X} nicht berechnet.

Eine schwächere Form des Lemmas von König wird bei der Definition des Subsystems {\displaystyle \operatorname {WKL} _{0}} der Arithmetik zweiter Ordnung benutzt. Dieses Subsystem hat eine wichtige Rolle in der reversen Mathematik.

## Beziehung zur konstruktiven Mathematik und Kompaktheit
Das Fan Theorem von Brouwer ist vom klassischen Standpunkt her Gegenposition des Lemmas von König. Eine Teilmenge {\displaystyle S} von {\displaystyle \{0,1\}^{<\omega }\,} heißt Bar, wenn jede Funktion von {\displaystyle \omega } in die Menge {\displaystyle \{0,1\}} ein erstes Segment in {\displaystyle S} besitzt. Ein Bar heißt lösbar, wenn jede Folge entweder im Bar oder nicht im Bar liegt. Diese Prämisse ist notwendig. Ein Bar ist uniform, wenn es eine Zahl {\displaystyle n} gibt, so dass von {\displaystyle \omega } nach {\displaystyle \{0,1\}} ein erstes Segment im Bar mit einer Länge von maximal {\displaystyle n} existiert. Brouwers Fan Theorem besagt, dass jeder lösbare Bar uniform ist.

## Beziehung zum Auswahlaxiom
Das Lemma von König beinhaltet das Auswahlprinzip; der erste Beweis oben zeigt die Beziehung zwischen dem Lemma und dem Axiom der abhängigen Auswahl. Bei jedem Induktionsschritt muss ein Knoten mit einer bestimmten Eigenschaft gewählt werden. Zwar wird bewiesen, dass mindestens ein geeigneter Knoten existiert; wenn es aber mehrere passende Knoten gibt, gibt es möglicherweise keine kanonische Auswahl. Dieser Fall kann nicht aufkommen, wenn der Graph als abzählbar angenommen wird.
Das Lemma ist hauptsächlich eine Einschränkung des Axiom der abhängigen Auswahl auf die vollständigen Relationen {\displaystyle R}, so dass es für alle {\displaystyle x} endlich viele {\displaystyle z} mit {\displaystyle xRz} gibt. Die Form des Lemmas, die aussagt, dass jeder unendliche endlich verzweigte Baum einen unendlichen Pfad hat, ist äquivalent zum Grundsatz, dass jede Folge endlicher Mengen eine Auswahlfunktion besitzt (vgl. Levy [1979, Exercise IX.2.18]). Somit gibt es Modelle der Zermelo-Fraenkel-Mengenlehre ohne Auswahl, in der diese Form des Lemmas von König nicht zutrifft.